# تريغاترون

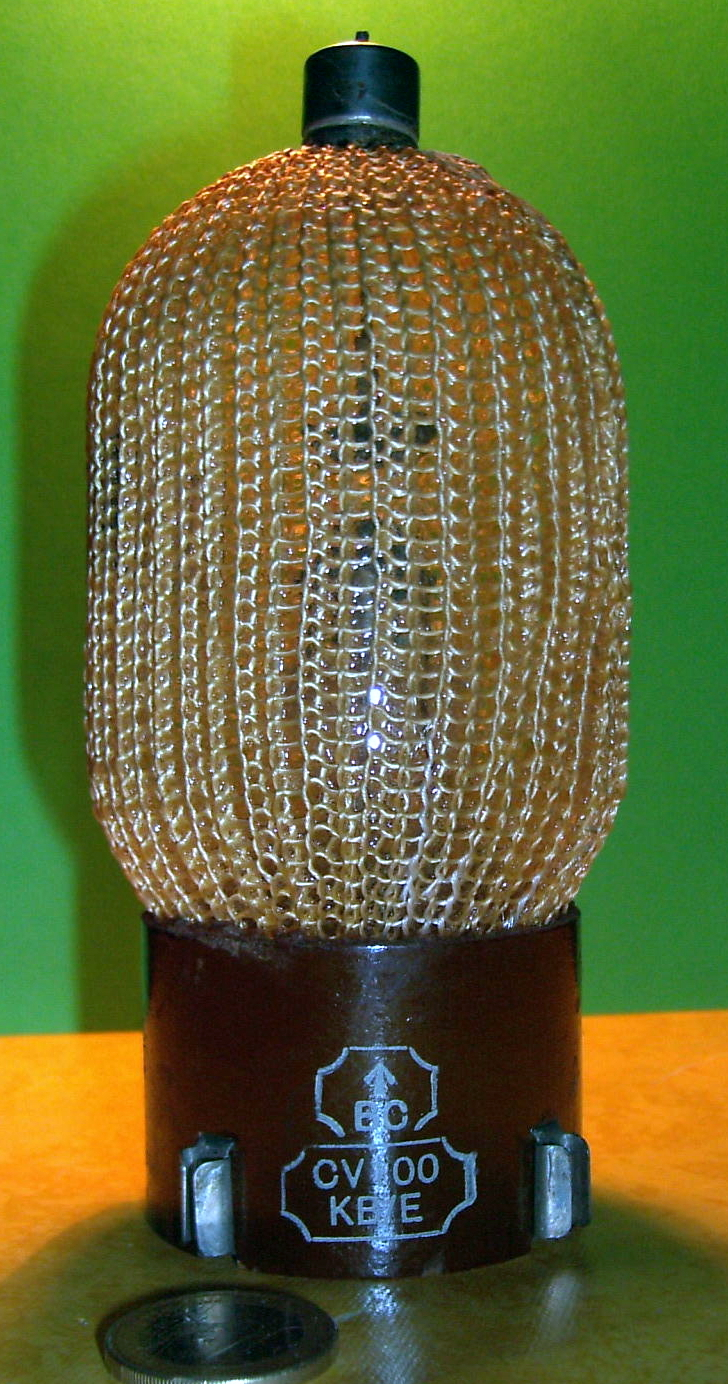
تريغاترون من نوع CV100، مع "جورب" غير منسوج لاحتواء أيّ انفجار

التِّرِيغَاتْرُونْ هُوَ نَوْعٌ مِنْ مَفَاتِيحِ فَجْوَةِ الشَّرَارَةِ الْقَابِلَةِ لِلتَّشْغِيلِ الْمُصَمِّمَةِ لِلتَّيَّارِ الْعَالِي وَالْجُهْدِ الْعَالِي (عَادَةً 10-100 كِيلُو فُولْتْ وَ 20-100 كِيلُو أَمْبِيرٍ، عَلَى الرَّغْمِ مِنْ وُجُودِ أَجْهِزَةٍ فِي نِطَاقِ مِيجَا أَمْبِيرْ أَيْضًا). يَتَمَيَّزُ بِبِنَاءٍ بَسِيطٍ لِلْغَايَةِ وَفِي كَثِيرٍ مِنْ الْحَالَاتِ يَكُونُ خِيَارُ تَحْوِيلِ الطَّاقَةِ الْعَالِيَةِ الْأَقَلِّ تَكْلِفَةً. قَدْ تَعْمَلُ هَذِهِ الْأَجْهِزَةُ فِي الْهَوَاءِ الطَّلْقِ، وَقَدْ تَكُونُ مُغْلَقَةً، أَوْ يُمْكِنُ مَلْؤُهَا بِغَازٍ عَازِلٍ غَيْرِ الْهَوَاءِ أَوْ سَائِلٍ عَازِلٍ. قَدْ يَتِمُّ ضَغْطُ الْغَازِ الْعَازِلِ، أَوْ يُمْكِنُ اسْتِبْدَالُ عَازِلٍ سَائِلٍ (مِثْلَ الزَّيْتِ الْمَعْدِنِيِّ) لِزِيَادَةِ تَمْدِيدِ جُهْدِ التَّشْغِيلِ. يُمْكِنُ تَصْنِيفُ تِرِيغَاتْرُونْ لِلِاسْتِخْدَامِ الْمُتَكَرِّرِ (أَكْثَرَ مِنْ 10000 دَوْرَةِ تَبْدِيلٍ)، أَوْ قَدْ تَكُونُ طَلْقَةً وَاحِدَةً، يَتِمُّ تَدْمِيرُهَا فِي اسْتِخْدَامٍ وَاحِدٍ.
يَحْتَوِي التِّرِيغَاتْرُونْ عَلَى ثَلَاثَةِ أَقْطَابٍ كَهْرَبَائِيَّةٍ. الْأَقْطَابُ الْكَهْرَبَائِيَّةُ الرَّئِيسِيَّةُ الثَّقِيلَةُ مُخَصَّصَةً لِمَسَارِ تَبْدِيلِ التَّيَّارِ الْعَالِي، وَيَعْمَلُ قُطْبٌ ثَالِثٌ أَصْغَرَ كَمُحَرِّكٍ. أَثْنَاءَ التَّشْغِيلِ الْعَادِيِّ، يَكُونُ الْجُهْدُ الْكَهْرَبِيُّ بَيْنَ الْأَقْطَابِ الْكَهْرَبَائِيَّةِ الرَّئِيسِيَّةِ أَقَلَّ إِلَى حَدٍّ مَا مِنْ جُهْدِ الِانْهِيَارِ الْمُقَابِلِ لِلْمَسَافَةِ بَيْنَهُمَا وَالْعَزْلِ الْكَهْرَبَائِيِّ بَيْنَهُمَا (عَادَةً الْهَوَاءُ، الْأُرْجُونْ - الْأُكْسُجِينْ، النِّيتْرُوجِينْ، الْهِيدْرُوجِينِ، أَوْ سَادِسِ فُلُورِيدْ الْكِبْرِيتِ). لِتَبْدِيلِ الْجِهَازِ، يَتِمُّ تَوْصِيلُ نَبْضَةٍ عَالِيَةِ الْجُهْدِ إِلَى الْقُطْبِ الْمُشَغَّلِ. يُؤَدِّي هَذَا إِلَى تَأَيُّنِ الْوَسَطِ الْمَوْجُودِ بَيْنَهُ وَبَيْنَ أَحَدِ الْأَقْطَابِ الْكَهْرَبَائِيَّةِ الرَّئِيسِيَّةِ، مِمَّا يُؤَدِّي إِلَى حُدُوثِ شَرَارَةٍ تَقْصُرُ سَمَّاكَةَ الْوَسَطِ غَيْرِ الْمُتَأَيِّنِ بَيْنَ الْأَقْطَابِ الْكَهْرَبَائِيَّةِ. تُوَلِّدُ الشَّرَارَةَ الْمُحَفِّزَةَ أَيْضًا ضَوْءًا فَوْقَ بَنَفْسَجِيٍّ وَإِلِكْتِرُونَاتٍ حُرَّةٌ فِي الْفَجْوَةِ الرَّئِيسِيَّةِ. هَذِهِ تُؤَدِّي إِلَى انْهِيَارٍ كَهْرَبَائِيٍّ سَرِيعٍ لِلْفَجْوَةِ الرَّئِيسِيَّةِ، وَبَلَغَتْ ذُرْوَتُهَا فِي قَوْسٍ كَهْرَبَائِيٍّ مُنْخَفِضِ الْمُقَاوَمَةِ بَيْنَ الْأَقْطَابِ الْكَهْرَبَائِيَّةِ الرَّئِيسِيَّةِ. سَيَسْتَمِرُّ الْقَوْسُ فِي الْعَمَلِ حَتَّى يَنْخَفِضَ التَّدَفُّقُ الْحَالِيُّ بِدَرَجَةٍ كَافِيَةٍ لإِخْمَادِه.
غَالِبًا مَا يَتِمُّ تَثْبِيتُ الْقُطْبِ الْمُحَفِّزِ مِنْ خِلَالِ ثَقْبٍ فِي وَسَطِ الْقُطْبِ الرَّئِيسِيِّ الْمُوجِبِ. الْقُطْبِ الرَّئِيسِيِّ غَيْرِ الْمَثْقُوبِ هُوَ الْقُطْبُ السَّالِبُ. عِنْدَ تَبْدِيلِ التَّيَّارَاتِ الْعَالِيَةِ، تَخْضَعُ الْأَقْطَابُ الْكَهْرَبَائِيَّةُ لِضَغْطٍ حَرَارِيٍّ كَبِيرٍ، حَيْثُ إِنَّهَا مُتَوَرِّطَةٌ بِشَكْلٍ مُبَاشِرٍ فِي الْقَوْسِ الْكَهْرَبَائِيِّ. يُؤَدِّي هَذَا إِلَى تَعَرُّضِ الْأَسْطُحِ لِتَبْخِيرٍ تَدْرِيجِيٍّ، لِذَلِكَ تَتَضَمَّنُ بَعْضُ التَّصْمِيمَاتِ طُرُقًا لِضَبْطِ الْمَسَافَةِ بَيْنَ الْأَقْطَابِ الْكَهْرَبَائِيَّةِ بِسُهُولَةٍ أَوْ لِاسْتِبْدَالِ الْأَقْطَابِ الْكَهْرَبَائِيَّةِ بِالْفِعْلِ. تَصْنَعُ الْأَقْطَابُ الْكَهْرَبَائِيَّةُ الرَّئِيسِيَّةُ عَادَةً مِنْ النُّحَاسِ الْأَصْفَرِ أَوْ النُّحَاسِ أَوْ سَبَائِكِهُ أَوْ التَّنَجُّسَتْنَ أَوْ مَرْكَبَ النُّحَاسِ وَالتَّنَغُّسْتْنِ، لِتَحْقِيقِ عُمَرَ أَطْوَلَ لِلْقُطْبِ الْكَهْرَبِيِّ.
غَالِبًا مَا يَتِمُّ تَسْلِيمُ نَبْضِ الزِّنَادِ بِوَاسِطَةِ مُحَوِّلِ الزِّنَادِ. تَحْتَوِي بَعْضُ وَحَدَاتِ تِرِيغَاتْرُونْ عَلَى وَحَدَاتِ تَشْغِيلٍ مُتَكَامِلَةٍ ؛ يَسْتَخْدِمُ الْبَعْضُ الْآخَرُ خَارِجِيَّةً. يُمْكِنُ عَزْلُ مُحَوِّلِ الزِّنَادِ الثَّانَوِيِّ كَلَفَانِيًا مِنْ جَانِبِهِ الْأَسَاسِيِّ. تُقَدِّمُ بَعْضُ الشَّرِكَاتِ الْمُصَنَّعَةِ وَحَدَاتِ تَشْغِيلٍ يَتِمُّ التَّحَكُّمُ فِيهَا بِوَاسِطَةِ أَلْيَافٍ ضَوْئِيَّةٍ، وَالَّتِي تَعْزِلُ دَائِرَةَ التَّحَكُّمِ عَنْ تَأْثِيرَاتِ التَّدَاخُلِ الْكَهْرُومَغْنَاطِيسِيِّ لِلنَّبَضَاتِ الْكَهْرَبَائِيَّةِ الْحَادَّةِ وَالْمُكَثَّفَةِ. عَادَةً مَا تَكُونُ نَبْضَةَ الزِّنَادِ مِنْ خَرَجَ الْمُحَوِّلُ ارْتِفَاعًا ضَيِّقًا لِلْجُهْدِ الْعَالِي جِدًا، مَعَ طَاقَةٍ صَغِيرَةٍ نِسْبِيًا مُقَارَنَةً بِالطَّاقَةِ الَّتِي يَتَحَكَّمُ فِيهَا التِّرِيغَاتْرُونْ.
عَادَةً مَا يَتِمُّ اشْتِقَاقُ طَاقَةِ نَبْضَةِ الزِّنَادِ مِنْ مُكَثَّفٍ، وَالَّذِي يُمْكِنُ شَحْنُهُ مِنْ مَصْدَرِ الطَّاقَةِ لِدَائِرَةِ تِرِيغَاتْرُونْ الْخَاصَّةِ. فِي هَذَا الصَّدَدِ، فَإِنَّ الدَّائِرَةَ بِأَكْمَلِهَا هِيَ مُشَابِهَةٌ جِدًا لِلْوَمِيضِ، حَيْثُ يُوَفِّرُ مُحَوِّلُ الزِّنَادِ التَّأَيُّنَ فِي أُنْبُوبِ وَظَائِفَ فِي وَقْتٍ وَاحِدٍ أُنْبُوبٌ كَمَصْدَرٍ لِلضَّوْءِ وَعُنْصُرِ تَبْدِيلِ السُّلْطَةِ لِنَفْسِهَا. نَوْعُ الْفِلَاشِ ذُو الْفَجْوَةِ الْهَوَائِيَّةِ، حَيْثُ تَحْتَوِي فَجْوَةُ الْفِلَاشِ نَفْسِهَا عَلَى قُطْبٍ كَهْرَبَائِيٍّ يَعْمَلُ كَمِفْتَاحٍ، هُوَ شَكْلٌ مِنْ أَشْكَالِ تِرِيغَاتْرُونْ بِنَفْسِ الْوَظِيفَةِ الْمُزْدَوَجَةِ. غَالِبًا مَا يَتِمُّ وَضْعُ تِرِيغَاتْرُونْ فِي «جَوَارِبَ» مِنْ الْقُمَاشِ الْمَنْسُوجِ الْمُشَبَّعِ بِالرَّاتَنْجِ، لِاحْتِوَاءِ الشَّظَايَا إِذَا انْفَجَرَ الْجِهَازُ بِسَبَبِ الضَّغْطِ الزَّائِدِ الدَّاخِلِيِّ. تَجِدُ تِرِيغَاتْرُونْ الْعَدِيدَ مِنْ الِاسْتِخْدَامَاتِ فِي تَطْبِيقَاتِ الطَّاقَةِ النَّبْضِيَّةِ. عَلَى سَبِيلِ الْمِثَالِ، تَمَّ اسْتِخْدَامُهَا فِي مُغَيِّرَاتٍ الرَّادَارِ الْمُبَكِّرَةِ لِتَغْذِيَةِ النَّبَضَاتِ عَالِيَةِ الطَّاقَةِ فِي الْمُغَنْطَرُونَاتِ، لِاسْتِخْدَامِهَا مَعَ صَوَاعِقِ التَّفْجِيرِ، أَوْ لِتَشْغِيلِ مُوَلِّدِ مَارْكِسْ.

## روابط خارجية
- مفهوم التريغاترون
- صورة وبيانات عن التريغاترون
- معلومات إضافيّة عن التريغاترون